# Дикірх (округ)
Дикі́рх (люксемб. Dikrech) — один з трьох колишніх округів Люксембургу. Розташовувався на півночі країни.
Округ складався з 5 кантонів:
| Кантон  | Площа, км² | Населення, осіб | Рік  | Центр   | Комуни |
| ------- | ---------- | --------------- | ---- | ------- | ------ |
| Віанден | 54,08      | 2920            | 2002 | Віанден | 3      |
| Вільц   | 264,55     | 11788           | 2002 | Вільц   | 10     |
| Дикірх  | 239,37     | 27313           | 2003 | Дикірх  | 12     |
| Клерво  | 331,75     | 12693           | 2003 | Клерво  | 8      |
| Реданж  | 267,49     | 13976           | 2003 | Реданж  | 10     |

| Люксембург | Це незавершена стаття з географії Люксембургу. Ви можете допомогти проєкту, виправивши або дописавши її. |